# Archivo de la Real Chancillería de Granada
El Archivo de la Real Chancillería de Granada es un archivo donde se conservan los fondos documentales de la Real Chancillería de Granada. Primero estuvo en los bajos del Palacio de la Chancillería, un lugar poco idóneo, en el que, por un desbordamiento del río Darro, se perdió un número importante de legajos. Además durante la guerra civil española una parte de sus fondos se destruyeron para fabricar pasta de papel. En 1963 el archivo se trasladó a la Casa del Padre Suárez. 
Los fondos están en un edificio construido para tal fin en el antiguo jardín. Son 31.300 legajos agrupados en diez secciones, además de 6.834 libros. También dispone de una biblioteca especializada y un cuadro de personal de 14 personas. El número de plazas para investigadores del archivo es de 40. Además de los fondos de la Chancillería también conserva otros fondos procedentes de juzgados.

## Datos históricos
El Archivo de la Real Chancillería como Institución del Patrimonio, nace en 1904 al producirse el traspaso de la custodia del fondo de la Chancillería desde el Ministerio de Gracia y Justicia al de Instrucción Pública y Bellas Artes; y con la incorporación del Cuerpo Facultativo de Archiveros, Bibliotecarios y Arqueólogos a su servicio desde 1906, en cumplimiento de lo dispuesto en el capítulo 15, sección séptima de Presupuesto General del Estado, aprobado por Real Orden de 4 de enero de 1904.
El fondo con el que se constituía el Archivo, como se ha dicho, era el generado por la Real Audiencia y Chancillería de Granada, que había sido completado en 1854 con los protocolos de los escribanos, a los que la Real Orden de 12 de mayo, obligó a entregar a la Audiencia Territorial de Granada, para formar el Archivo General. Habría que esperar, no obstante hasta 1923 para completar el Archivo, con la incorporación del protocolo del chanciller, formado por los documentos producidos por los tres oficiales de la Tabla del Sello: el teniente de chanciller, el registrador y el contador de la razón, toda vez que los derechos del oficio de chanciller se habían extinguido, revirtiendo al Estado en 1917 a la muerte de su último poseedor.
En la actualidad el Archivo de la Real Chancillería recoge 64 fondos y colecciones de diferentes procedencias, la mayor parte con el denominador común de su origen público, al haber sido producidos y acumulados por los órganos de la Administración de Justicia. Ente ellos el de la Audiencia Territorial de Granada, a cuyo Archivo estuvo incorporado el Cuerpo Facultativo desde el año 1931, y los de los juzgados de partido, comarcales, de distrito y municipales de la circunscripción de Granada, así como los de los órganos judiciales de las jurisdicciones especiales.
Desde 1969 ejerció funciones de Archivo Histórico Provincial, procediendo a la recogida y almacenamiento de documentos generados por varias Delegaciones provinciales y otros organismos dependientes del Estado en la provincia. En 1991 este fondo documental comenzó a funcionar como unidad independiente del Archivo de la Real Chancillería, constituyéndose años después como Archivo Histórico Provincial de Granada.
El Archivo se transfirió a la administración autonómica por Real Decreto 864/1984, de 29 de febrero, asumiendo la Junta de Andalucía las competencias de gestión del mismo a través de la Consejería de Cultura. Así el Archivo se integra en el Sistema Andaluz de Archivos dentro del Subsistema de Archivos de titularidad estatal y gestión autonómica. 
Hasta la década de los 2010 se podían consultar "online" los catálogos de Hidalguías y de Pleitos, pero actualmente ya no están disponibles.